# Abu Zaíde de Bactro
Abu Zaíde Amade ibne Sal de Bactro (em persa: ابو زید احمد بن سهل بلخی‎; romaniz.: Abu Zayd Ahmed ibn Sahl Balkhi), melhor conhecido apenas como Abu Zaíde de Bactro ou Albalqui (lit. "de Bactro"), foi um polímata islâmico que se destacou como geógrafo, matemático, fisiólogo e estudioso filosófico e científico dos séculos IX e X. Ele ficou famoso por sua obra, hoje perdida, de nome Suwar al-aqalim (Figuras das Regiões ou Carta dos Climas), que serviu de fonte às obras de autores posteriores, e por seu tratado médico Masalih al-Abdan wa al-Anfus, considerado um precursor da psicologia e da abordagem da saúde mental. Também é lembrado como erudito ativo em Bactro, no Coração, à época do Império Samânida (819–999), sobretudo no tempo do emir Nácer II (r. 914–943).

## Vida

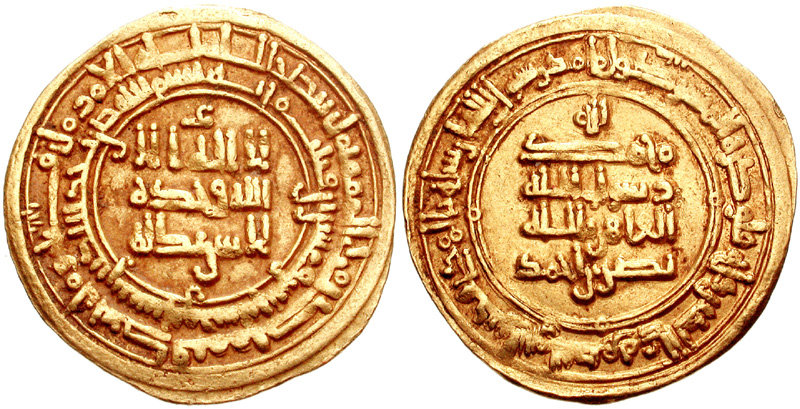
Dinar de r.

Abu Zaíde nasceu em 849 na vila de Xamertião, perto de Bactro, no Coração, e era filho de um estudioso de Sijistão. Jovem, saiu de casa em viagem a pé ao Iraque com uma companhia em peregrinação (haje) para Meca. Viveu oito ano ali, onde estudou inúmeras áreas como medicina e física, mas teve particular interesse em astronomia e astrologia. Também dedicou-se aos estudos islâmicos, o que era incomum aos estudiosos do período, sobretudo o estudo do Alcorão e o Calâm. Sabe-se que, entre seus professores, esteve Alquindi, ou pelo menos que teria participado de seus círculos. Passados esses oito anos, retornou a Bactro através de Herate e tornar-se-ia professor das matérias que dominava. Após a ascensão do emir Nácer II (r. 914–943), discutiu questões religiosas com o general Huceine ibne Ali Marvarrudi e o vizir Abu Abedalá Jaiani em seus livros. Em 918, com a chegada de Amade ibne Sal ibne Haxime em Bactro, recebeu a oferta de se tornar vizir, mas recusou em detrimento de uma posição como secretário. Pela generosidade do emir e seu vizir, Abu Zaíde comprou uma pequena propriedade em Xamestião, que passaria para seus descendentes. Sabe-se que recusou o convite do emir para ir à capital de Bucara e passou os últimos dias de sua vida em sua propriedade, onde faleceu em setembro de 934. Ibne Nadim lista 43 obras suas, enquanto Iacute de Hama fala em 56. Destas, resta apenas o Kitab masalih al-abdan wal-anfus (Sustento para o Corpo e a Alma); além dele, não constando nas listas, sobrevive também o Figuras das Regiões (Kitab al-ashkal ou Suwar al-aqalim), que serviu de base para obras futuras como a de Alistacri.

## Obras

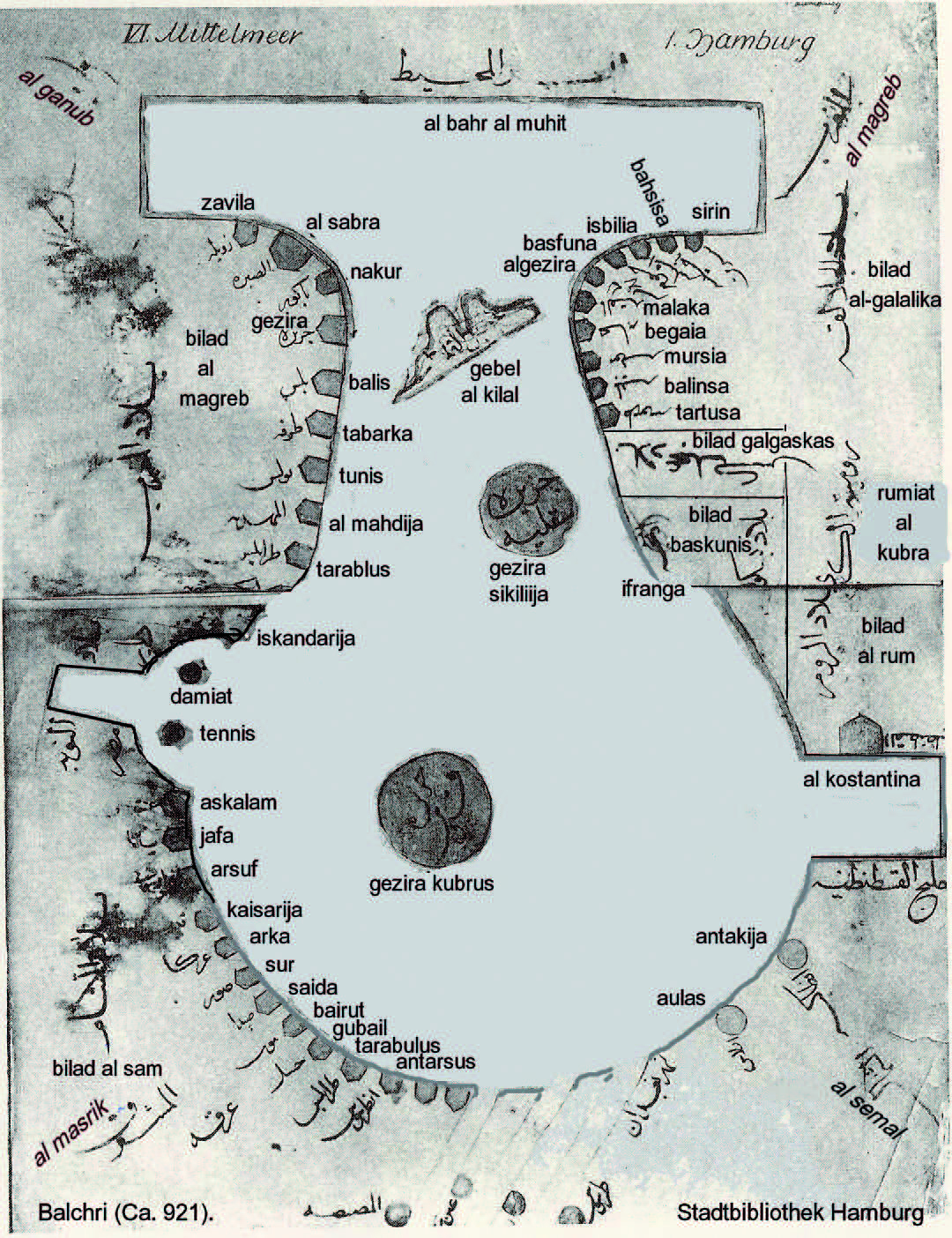
Mapa do Mediterrâneo produzido por Abu Zaíde

Dos muitos livros atribuídos a ele no al-Fihrist por Ibne Nadim, pode-se notar A Excelência da Matemática; Da certeza na Astrologia. Entre outros diversos temas, destacam-se um livro de cartografia e um tratado médico e psicológico. Um estudioso moderno descreve a maior parte de suas obras como "mais de sessenta livros e manuscritos, pesquisando meticulosamente disciplinas tão variadas em escopo como geografia, medicina, teologia, política, filosofia, poesia, literatura, gramática árabe, astrologia, astronomia, matemática, biografia , ética, sociologia, entre outros."

### Figuras das Regiões
Suas Figuras das Regiões (Suwar al-aqalim) consistiam principalmente em mapas geográficos. Isso o levou a fundar a "escola de Bactro" (escola balkhī) de mapeamento terrestre em Bagdá. Os geógrafos desta escola também escreveram extensivamente sobre os povos, produtos e costumes de áreas no mundo muçulmano, com pouco interesse nos reinos não muçulmanos.

### Sustento para os Corpos e Almas

#### Saúde mental e doença mental
Na psicologia islâmica, os conceitos de saúde mental e "higiene mental" foram introduzidos por Albalqui, que muitas vezes os relacionou com a saúde espiritual. Em seu Masalih al-Abdan wa al-Anfus (Sustento para os Corpos e Almas), ele foi o primeiro a discutir com sucesso doenças relacionadas ao corpo e à alma. Ele usou o termo al-Tibb al-Ruhani para descrever a saúde espiritual e psicológica e o termo Tibb al-Qalb para descrever a medicina mental. Criticou muitos médicos em sua época por colocar muita ênfase nas moléstias físicas e negligenciar as doenças psicológicas ou mentais dos pacientes, e argumentou que "uma vez que a construção do homem vem de ambos sua alma e seu corpo, portanto, a existência humana não pode ser saudável sem o ishtibak [entrelaçamento ou emaranhamento] de alma e corpo." Ele argumentou ainda  que "se o corpo adoece, a nafs [psique] perde muito de sua capacidade cognitiva e abrangente e não consegue desfrutar os aspectos desejáveis da vida" e que "se a nafs adoece, o corpo também pode não encontrar alegria na vida e pode, eventualmente, desenvolver uma doença física." Albalqui rastreou suas ideias sobre saúde mental em versos do Alcorão e hádices atribuídos a Maomé, tais como:
"Em seus corações está uma doença"

— Corão 2:10
"Em verdade, no corpo há um pedaço de carne, e quando ele está corrompido, o corpo está corrompido, e quando está são, o corpo está são. Em verdade, ele é o qalb [coração]."
— Sahih al-Bukhari, Kitab al-Iman
"Em verdade, Alá não considera suas aparências ou sua riqueza (ao avaliá-lo), mas Ele considera seus corações e seus atos."
— Musnad Ahmad ibn Hanbal, n. 8707

#### Psicologia médica e terapia cognitiva
Albalqui foi o primeiro a diferenciar neurose de psicose, e o primeiro a classificar distúrbios neuróticos e pioneiro em propor o que é conhecido como terapia cognitiva para tratar cada um desses distúrbios classificados. Ele classificou a neurose em quatro distúrbios emocionais: medo e ansiedade, raiva e agressão, tristeza e depressão, e obsessão. Ele ainda classificou três tipos de depressão: depressão normal ou tristeza (huzn), depressão endógena originada de dentro do corpo e depressão clínica reativa originada de fora do corpo. Ele também escreveu que um indivíduo saudável deve sempre manter pensamentos e sentimentos saudáveis em sua mente no caso de explosões emocionais inesperadas, da mesma forma que remédios e medicina de primeiros socorros são mantidos por perto para emergências físicas inesperadas. Ele afirmou que um equilíbrio entre a mente e o corpo é necessário para uma boa saúde e que um desequilíbrio entre os dois pode causar doenças. Albalqui também introduziu o conceito de inibição recíproca (al-ilaj bi al-did), que foi reintroduzido mil anos depois por Joseph Wolpe em 1969.

#### Psicofisiologia e medicina psicossomática
Albalqui foi um pioneiro da psicoterapia, psicofisiologia e medicina psicossomática. Ele reconheceu que o corpo e a alma podem ser saudáveis ou doentes, ou "equilibrados ou desequilibrados", e que a doença mental pode ter causas psicológicas e/ou fisiológicas. Ele escreveu que o desequilíbrio do corpo pode resultar em febre, dores de cabeça e outras doenças físicas, enquanto o desequilíbrio da alma pode resultar em raiva, ansiedade, tristeza e outros sintomas mentais. Ele reconheceu dois tipos de depressão: uma causada por razões conhecidas, como perda ou fracasso, que pode ser tratada psicologicamente por meio de métodos externos (como conversa persuasiva, pregação e aconselhamento) e métodos internos (como o "desenvolvimento de pensamentos internos e cognições que ajudam a pessoa a se livrar do seu estado depressivo"); e a outra causada por razões desconhecidas como uma "súbita aflição de tristeza e angústia, que persiste o tempo todo, impedindo a pessoa aflita de qualquer atividade física ou de mostrar qualquer felicidade ou desfrutar de qualquer um dos prazeres" que podem ser causados por motivos fisiológicos (como impureza do sangue) e podem ser tratados com medicina física. Ele também escreveu comparações entre transtornos físicos com transtornos mentais e mostrou como transtornos psicossomáticos podem ser causados por certas interações entre eles.

Os capítulos do livro tangem em tópicos tradicionais de tratados gregos sobre o regimen sanitatis, analisando os fatores chamados "não naturais" sobre a saúde, como movimento, nutrição e bebidas, sono, banho e sexualidade. Ele inclui também capítulos sobre beber vinho, aromaterapia e ainda sobre a influência da música, comentando que ela é um prazer que faz parte do sustento da alma e, por consequência, contribui ao bem estar do corpo, citando o seu antigo uso em terapias, com uma abordagem do tema que foi paralela à dos sistemas de Alquindi.